# Klášter Gelati
Gelati je klášterní komplex z počátku 12. století v gruzínské Imeretii. Nachází se ve stejnojmenné obci na levém břehu řeky Ckalimely (gruzínsky წყალიმელა) asi 4 km vzdušnou čarou směrem na severovýchod od správního centra Imeretie Kutaisi. Jeho součástí je Chrám Panny Marie, který v roce 1106 založil gruzínský král David IV., a kostely svatého Jiří a svatého Mikuláše z 13. století. V roce 1994 byl společně s nedalekou katedrálou Bagrati přijat na Seznam světového dědictví UNESCO. V roce 2017 byla katedrála Bagrati ze seznamu světového dědictví vyškrtnuta, zatímco klášter Gelati stále po ochranou UNESCO zůstává.
Po dlouhou dobu byl intelektuálním i náboženským centrem celé Gruzie. Nacházela se zde akademie, která zaměstnávala některé z nejslavnějších gruzínských vědců, teologů a filozofů. Byli to například Ioane Petritsi či Arsen Iqaltoeli.
Klášter stojí dodnes a patří k nejvýznamnějším architektonickým památkám v zemi. V jeho interiérech se zachovalo množství nástěnných maleb a rukopisů z 12. až 17. století. Nějakou dobu tu přebýval také Khakhulijský triptych, než byl v roce 1859 ukraden. Do roku 1921 zde byl uchováván Evangeliář z Mokvi, než byl odvezen do Francie. Dnes je evangeliář uchováván v Gruzínském národním středisku rukopisů v Tbilisi.
V klášteře je pohřben jeden z největších gruzínských králů David IV. Poblíž jeho hrobu se nacházejí brány z města Gandža, které ukořistil na své výpravě Demetrius I. v roce 1138. Je zde také například pohřbený král Jiří V. Zářivý (1286–1346).
S klášterem je spojen i tzv. Chachulský triptych (dnes v Muzeu umění v Tbilisi), byzantská zlatnická kompozice drahokamů, perel a smaltových destiček z 8.–11. stol.

## Galerie

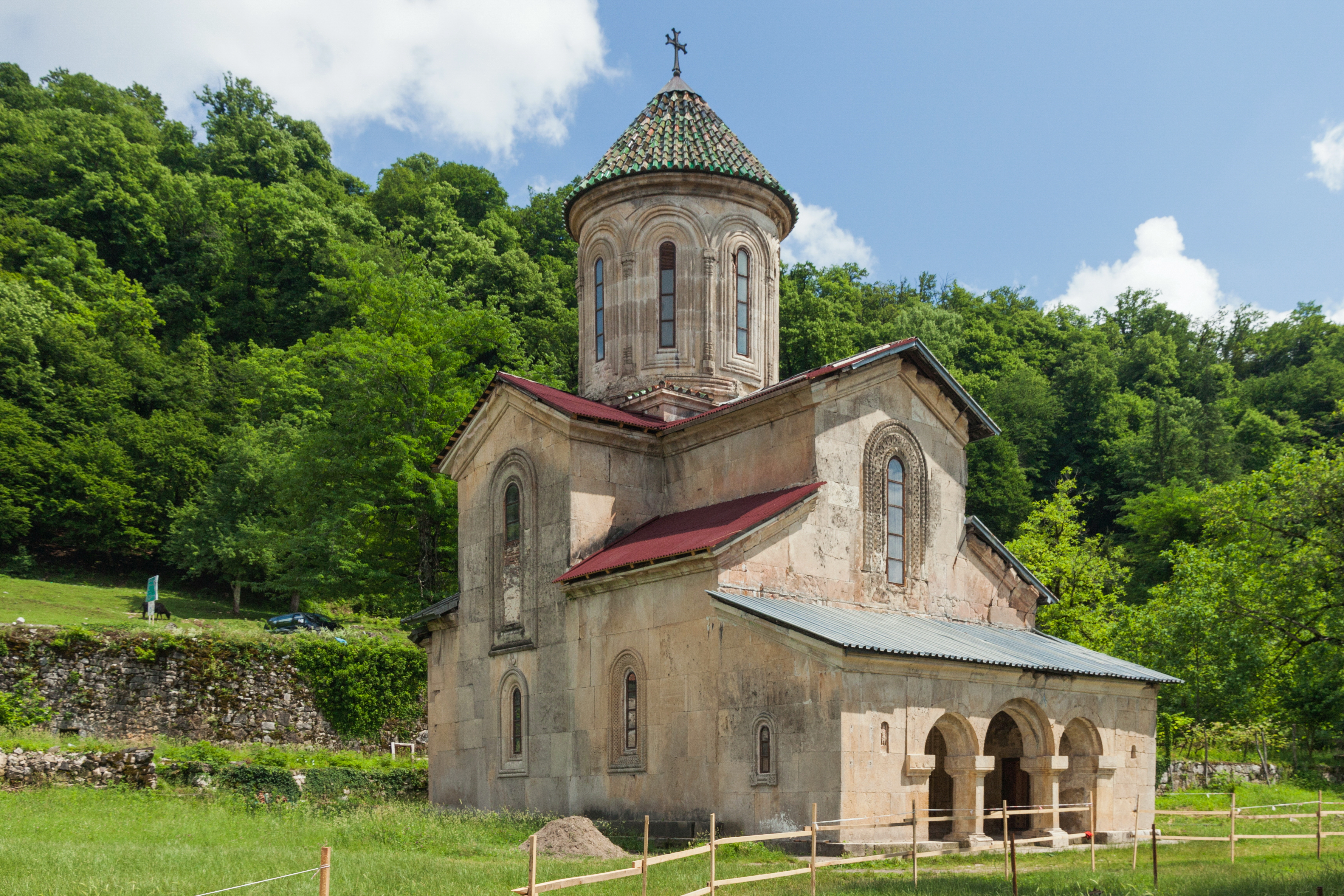
Kostel svatého Jiří
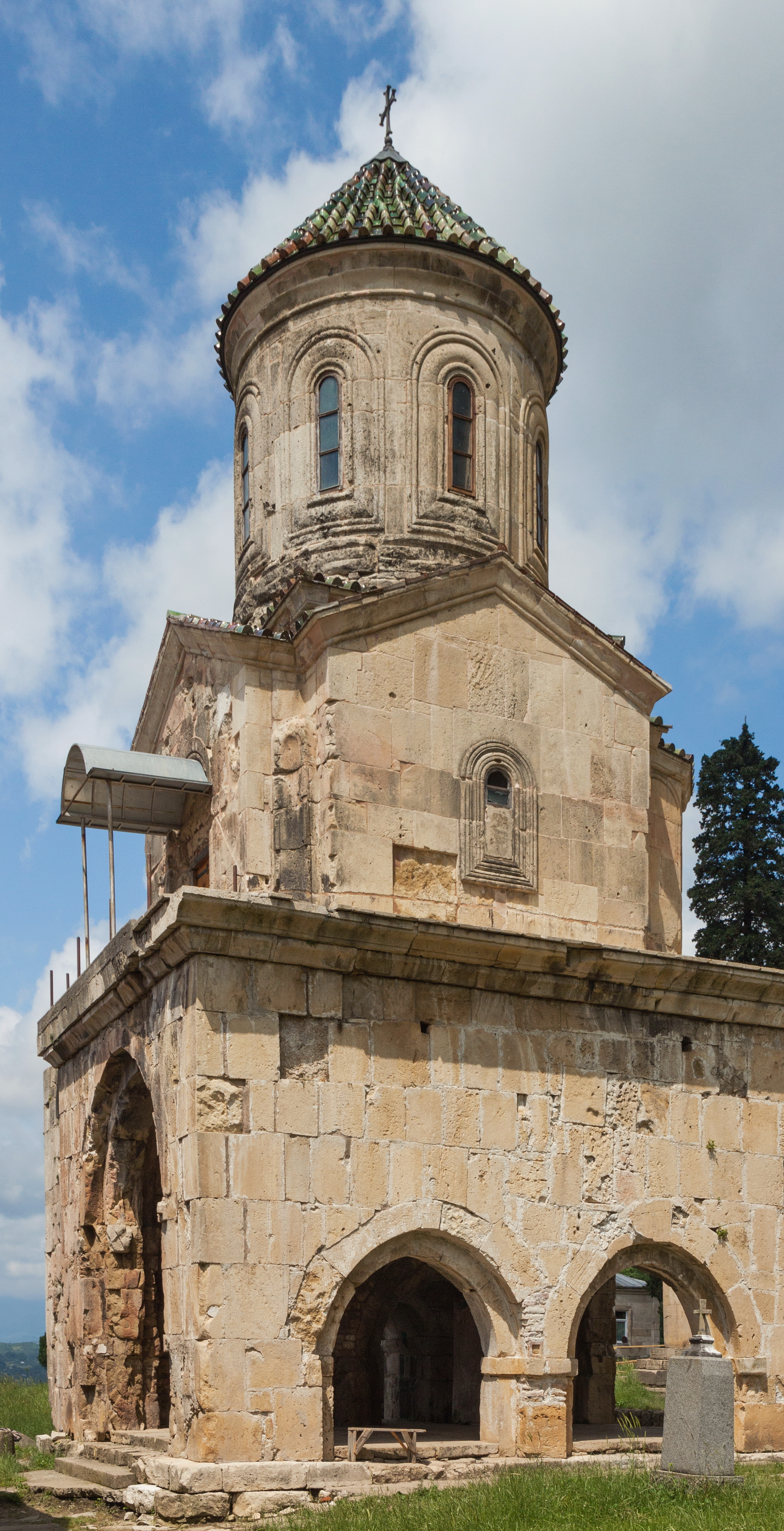
Kostel svatého Mikuláše
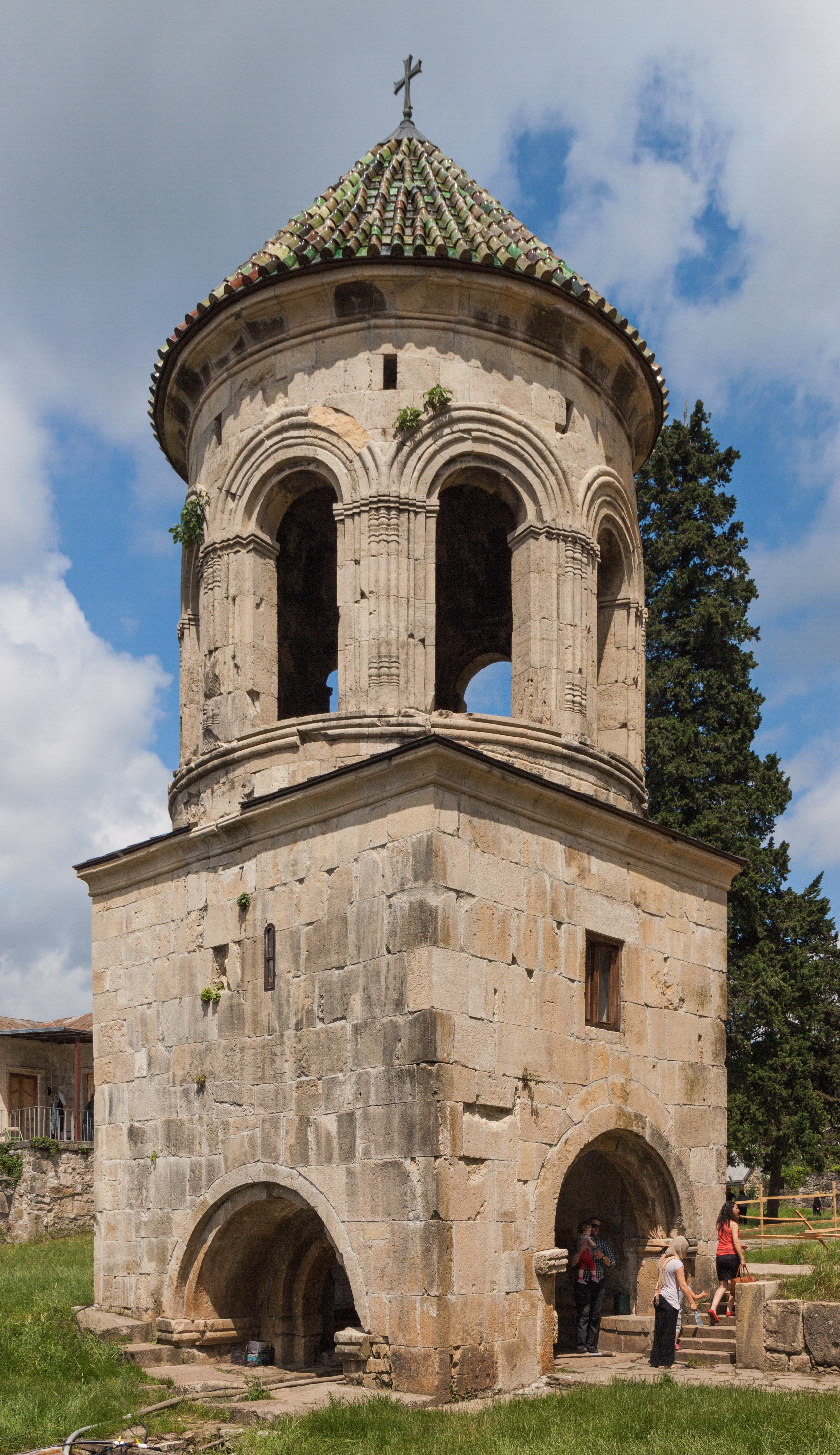
Zvonice
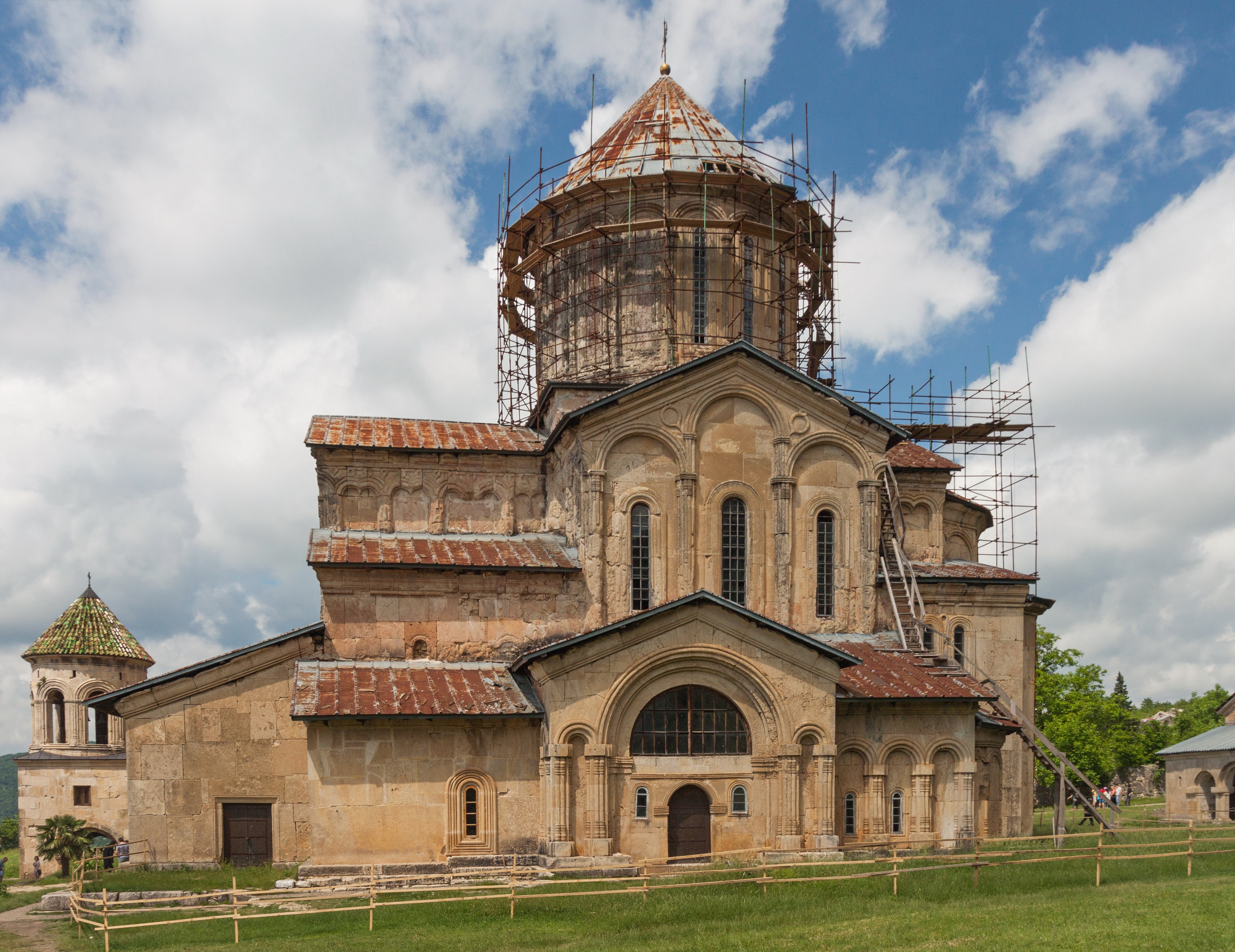
Katedrála Narození Panny Marie
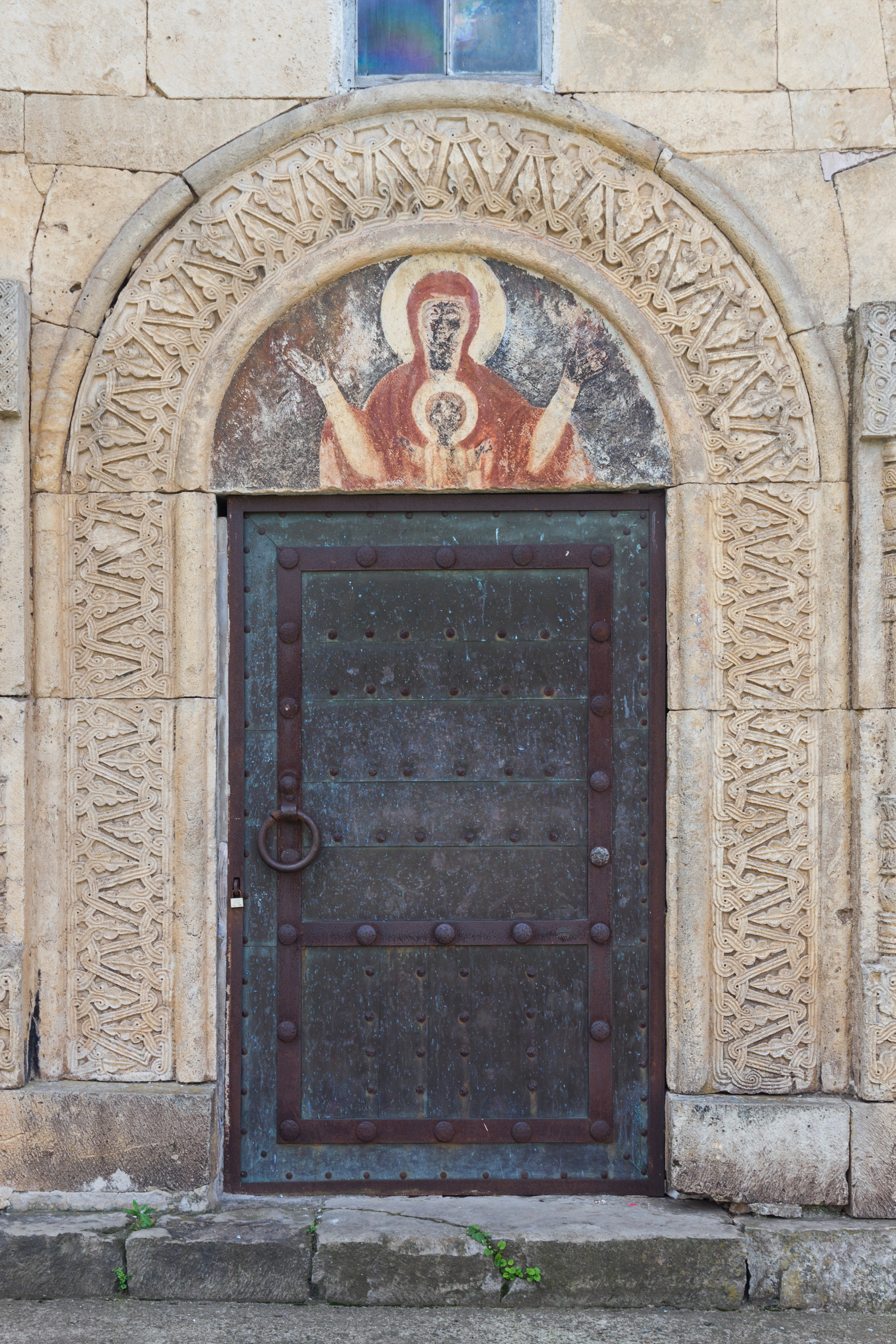
Portál v katedrále
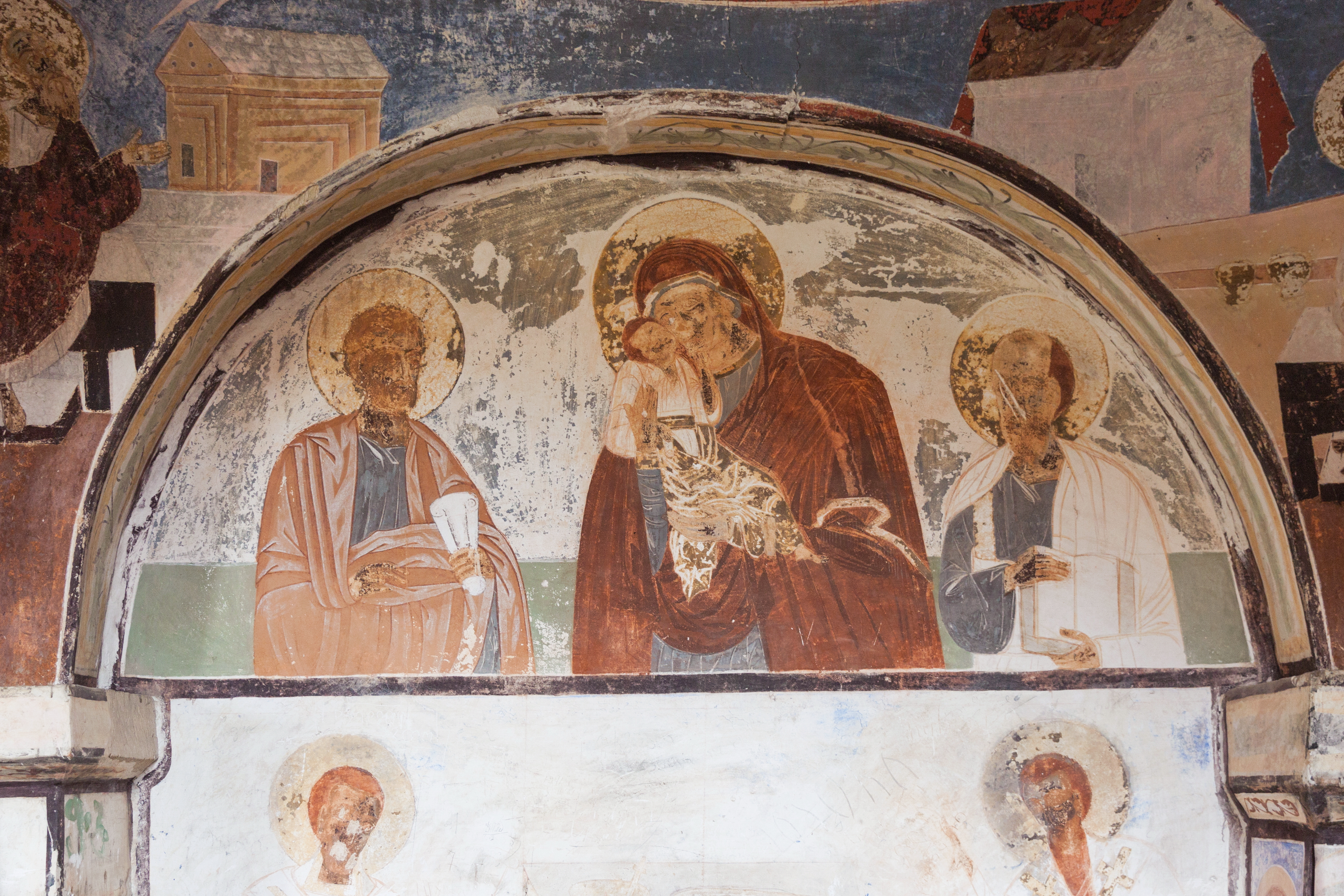
Fresky v katedrále
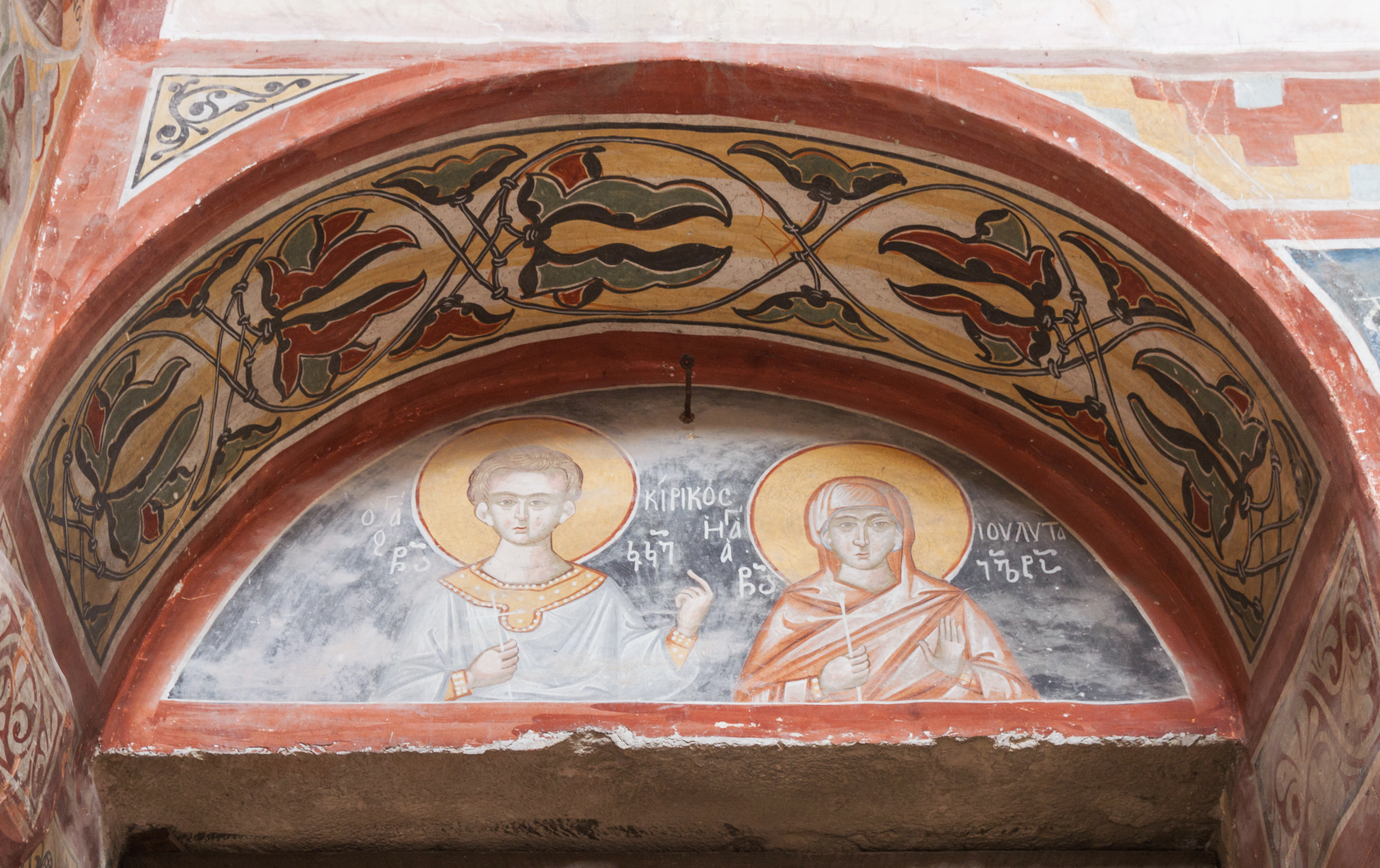
Fresky v katedrále
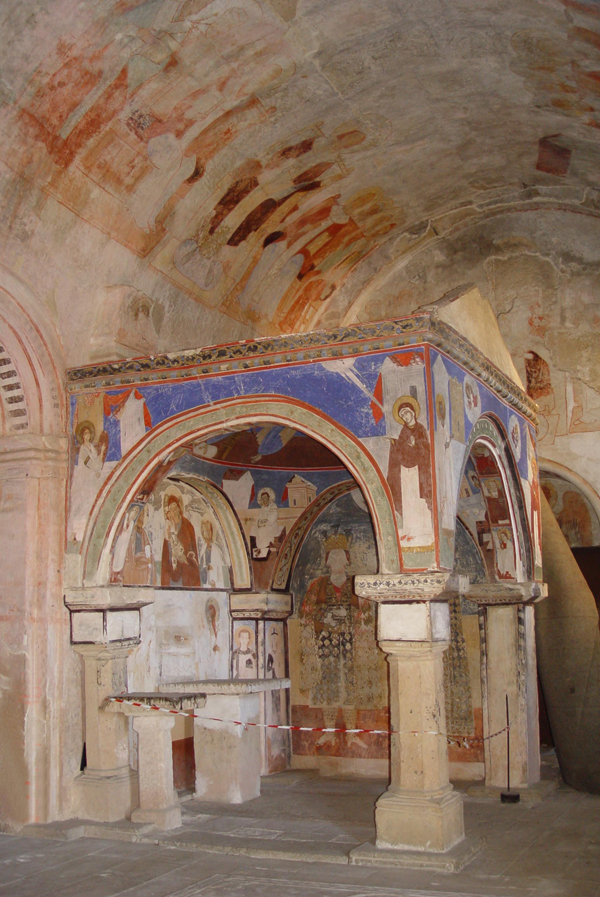
Interiér
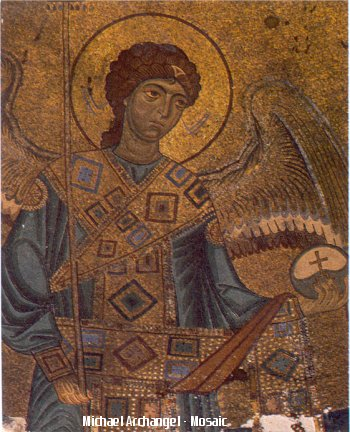
Freska znázorňující archanděla Michaela
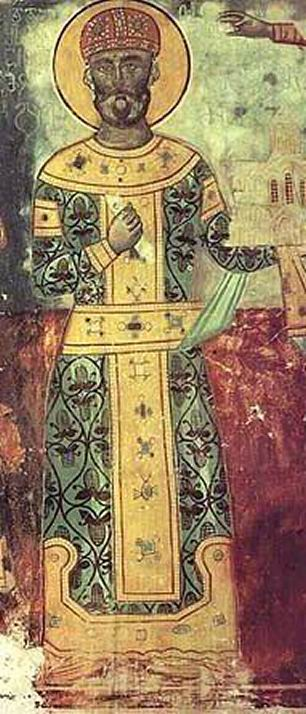
Nástěnná malba zachycující Davida IV.